# Дора (фестивал)
Дора (такође Хрватска песма за песму Европе или Хрватски избор за Песму Евровизије) манифестација је која се одржава скоро увек у марту, најчешће у Кристалној дворани Гранд Хотела Кварнер у Опатији или у студију Хрватске радио-телевизије (ХРТ). Састојао се од две полуфиналне и једне финалне вечери, док од 2019. има само једно финално вече.

## Како до победника?
Поступак одабира победника је следећи: Прво извођачи и аутори пошаљу своје радове стручном жирију који затим одлучују које песме иду на Дору, а које не. После тога следи Прво полуфинално вече у којој се представља половина извођача. Након извођења свих песама следи гласање — судско и тзв. телевотинг (50% бодова дају судије, а осталих 50% гледаоци с тим што су бодови гледалаца важнији од бодова судија). Након сабирања свих гласова добијају се извођачи који су се квалификовали у финале. То је увек тачно пола од укупног броја извођача који су извели своје песме те вечери (нпр. у Првој полуфиналној вечери има 16 извођача, од којих најбољих 8 иде у финале). Исти поступак се одвија у Другој полуфиналној вечери (преосталих 16 извођача изводи своје песме и поново 8 најбољих иде у финале). Тим поступком добија се тачно пола од укупног броја учесника (значи, у финалу су 8 учесника Прве вечери и 8 учесника Друге вечери). Они поново изводе своје песме и затим следи коначно гласање којим се добија победник и представника Хрватске на Песми Евровизије. Победник Доре изводи своју песму на почетку Доре следеће године и уручује награду победнику нове Доре.

## Хрватски представници на Евросонгу

### Хрватски представници за време Југославије
Хрватски учесници су 12 пута представљали Југославију на Песми Евровизије, а захваљујући победи задарске групе Рива 1989. године, такмичење Песме Евровизије 1990. одржано је у Загребу, дана 5. маја 1990.
| Година | Песма                | Извођач              | Освојено место |
| 1963.  | Бродови              | Вице Вуков           | 11. место      |
| 1965.  | Чежња                | Вице Вуков           | 12. место      |
| 1968.  | Један дан            | Дубровачки трубадури | 7. место       |
| 1969.  | Поздрав свијету      | Иван & Лос М'с       | 13. место      |
| 1971.  | Твој дјечак је тужан | Крунослав Слабинац   | 14. место      |
| 1972.  | Музика и ти          | Тереза Кесовија      | 9. место       |
| 1983.  | Јулије               | Данијел Поповић      | 4. место       |
| 1986.  | Жељо моја            | Дорис Драговић       | 11. место      |
| 1987.  | Ја сам за плес       | Нови фосили          | 4. место       |
| 1988.  | Мангуп               | Сребрна крила        | 6. место       |
| 1989.  |                      | Рива                 | 1. место       |
| 1990.  | Хајде да лудујемо    | Тајчи                | 7. место       |

### Победници Доре
Хрватска самостално наступа на Песми Евровизије од 1993. године. Највећи успеси забележени су 1996. и 1999. године, када су Маја Благдан и Дорис Драговић освојиле 4. место.
| Година | Песма            | Извођач                                                | Освојено место             |
| 1993.  |                  | -{{{ill\|en\|Пут (музички састав)\|Put (band)\|Put]]}- | 15. место                  |
| 1994.  |                  | Тони Цетински                                          | 16. место                  |
| 1995.  |                  | Magazin и Лидија                                       | 6. место                   |
| 1996.  |                  | Маја Благдан                                           | 4. место                   |
| 1997.  |                  | E.N.I.                                                 | 17. место                  |
| 1998.  |                  | Данијела Мартиновић                                    | 5. место                   |
| 1999.  |                  | Дорис Драговић                                         | 4. место                   |
| 2000.  |                  | Горан Каран                                            | 9. место                   |
| 2001.  |                  | Вана                                                   | 10. место                  |
| 2002.  |                  | Весна Писаровић                                        | 11. место                  |
| 2003.  |                  | Клаудија Бени                                          | 15. место                  |
| 2004.  |                  | Ivan Mikulić                                           | 13. место                  |
| 2005.  |                  | Борис Новковић                                         | 11. место                  |
| 2006.  |                  | Северина                                               | 12. место                  |
| 2007.  |                  | Dragonfly са Дадом Топићем                             | нису се пласирали у финале |
| 2008.  |                  | Kraljevi ulice и 75 Сентс                                      | 21. место                  |
| 2009.  |                  | Игор Цукров                                            | 18. место                  |
| 2010.  |                  |                                                        | нису се пласирали у финале |
| 2011.  |                  | Дарија Кинцер                                          | нису се пласирали у финале |
| 2019.  |                  | Роко Блажевић                                          | нису се пласирали у финале |
| 2020.  |                  | Дамир Кеџо                                             | такмичење отказано         |
| 2021.  |                  | Албина Грчић                                           | нису се пласирали у финале |
| 2022.  |                  | Миа Димшић                                             | нису се пласирали у финале |
| 2023.  | Мама ШЧ!         | Лет 3                                                  | 13. место                  |
| 2024.  | Рим тим таги дим | Бејби Лазања                                           | 2. Место                   |
| 2025.  | poison cake      | Марко Бошњак                                           | Нису се пласирали у финале |
| 2026.  |                  |                                                        |                            |

Дора није била одржана у периоду од 2012. до 2018, јер је ХРТ представника бирала интерним путем, са изузетком 2014. и 2015. када Хрватска није учествовала на Песми Евровизије.